# Boeing XB-56
El Boeing B-56 fue una propuesta de Boeing de una versión cuatrimotor del avión bombardero medio a reacción estadounidense, el B-47 Stratojet. La designación original para esta modificación era YB-47C.

## Diseño y desarrollo
El B-47 estaba equipado con seis turborreactores J-47, cada uno ajustado a 23 kN (5200 libras) de empuje. Los motores estaban montados en cuatro góndolas que colgaban del ala alta, con dos motores en el soporte interior y un motor en la góndola exterior. Para reducir la complejidad e incrementar las partes comunes, se propuso seleccionar un motor más potente de tal manera que un motor pudiera ser montado en cada góndola.
El motor turborreactor Allison J35 se había estado desarrollando a finales de los años 40, y estaba ajustado provisionalmente a 38 kN (8500 libras) o 43 kN (9700 libras) con posquemador. Así, 4 × 8500 libras = 34 000 libras (150 kN) usando ese motor, comparadas con las 6 × 5200 libras = 31 200 libras (139 kN) en el B-47 de producción. Por lo que la conversión sería más ligera, más simple y más potente.
Se firmó un contrato con Boeing en enero de 1950, solicitando la reconstrucción de un avión. Un B-47B-20-BW (s/n 50-082) fue destinado a la conversión. La fecha para el primer vuelo fue proyectada para abril de 1951.
Una combinación de retrasos y unas prestaciones inferiores a lo esperado del J35 condujeron a la consideración de otros motores. Fue propuesto el Allison J71, aunque los problemas con este motor significaron que no fuera factible para el entonces redesignado B-56A. El Pratt & Whitney J57, ajustado finalmente a 76 kN (17 000 libras) de empuje, también fue considerado, pero el motor estaba todavía en desarrollo, y el Boeing B-52 Stratofortress, que estaba siendo desarrollado en ese momento (el primer vuelo fue en abril de 1952), tenía prioridad sobre ese motor.
El programa del B-56 fue cancelado en diciembre de 1952 antes de que comenzase la conversión del prototipo. El B-47 sin convertir fue relegado a célula de instrucción en tierra y a finales de los años 60 estaba en uso en el Naval Air Facility El Centro como entrenador de escape.

## Variantes
XB-56
Designación de un único B-47 destinado a ser remotorizado con cuatro motores YJ71-A-5, más tarde redesignado YB-56 e YB-47C, pero no fue convertido.
RB-56A
Designación para la variante de producción, cancelada y no construida.

## Especificaciones

### Características generales
- Tripulación: Tres
- Longitud: 32,6 m (107 ft)
- Envergadura: 35,4 m (116 ft)
- Altura: 8,5 m (28 ft)
- Superficie alar: 132,7 m² (1428,1 ft²)
- Planta motriz: 4× turborreactor Allison YJ71-A-5.

## Aeronaves relacionadas

### Desarrollos relacionados
- B-47 Stratojet

### Secuencias de designación
- Secuencia B-_ (Bombarderos del USAAC/USAAF/USAF, 1926-1962): ← B-53 - B-54 - B-55 - B-56 - B-57 - B-58 - B-59 →